# FIELD OF VIEW
필드 오브 뷰(フィールド・オブ・ビュー, Field of View)는 1994년에 결성되어 활동하다가 2002년 12월 해체 한 일본의 록 밴드이다. 2012년, 2020년(25주년), 2025년(30주년) 일부 멤버 한정으로 재결합 활동 중이다.

## 멤버
아사오카 유우야 / 보컬, 작사, 작곡 (1969년 1월 25일 - ) : 도쿄 출신. 혈액형 A형. 해체 후 솔로 활동을 하고 있다.

코하시 타쿠토 / 드럼, 작사, 작곡, 리더 (1965년 12월 5일 - ) : 도쿄 출신. 혈액형 A형. 해체 후 가수 겸 연기자인 류시원의 드리머로 참여하기도 하며 Being Music School에서 드럼 강사를 맡고있다.

오다 타카시 / 기타, 작곡 (1972년 6월 16일 - ) : 도쿄 출신. 혈액형 A형. 해체 후 일본 KEN ON 그룹에 뮤직디렉터로 소속되어 있다.

니이츠 켄지 / 베이스, 작곡, 편곡 (1965년 9월 27일 - ) : 도쿄 출신. 혈액형 O형 해체후 일본 탤런트 DAIGO 이끄는 록 밴드 BREAKERZ의 매니저를 맡고있다.

## 탈퇴 멤버
아베 준 / 키보드, 편곡 (1968년 3월 1일 - ) : 후쿠오카 출신 자신의 편곡 활동에 전념하기 위해 3집 싱글 Last Good - bye를 끝으로 필드 오브 뷰를 탈퇴하고 탈퇴 후 편곡과 키보디스트로 활동하고 있다.

## 기타 사항
< DAN DAN 心魅かれてく (단단 코코로 히카레테쿠) 〉는 애니메이션 《드래곤볼GT》의 여는 곡 (오프닝 곡)으로 사용됐다.
< 乾いた叫び (카와이타 사케비) >는 애니메이션 《유희왕》의 여는 곡 (오프닝 곡)으로 사용됐다.